# Edith Trickey

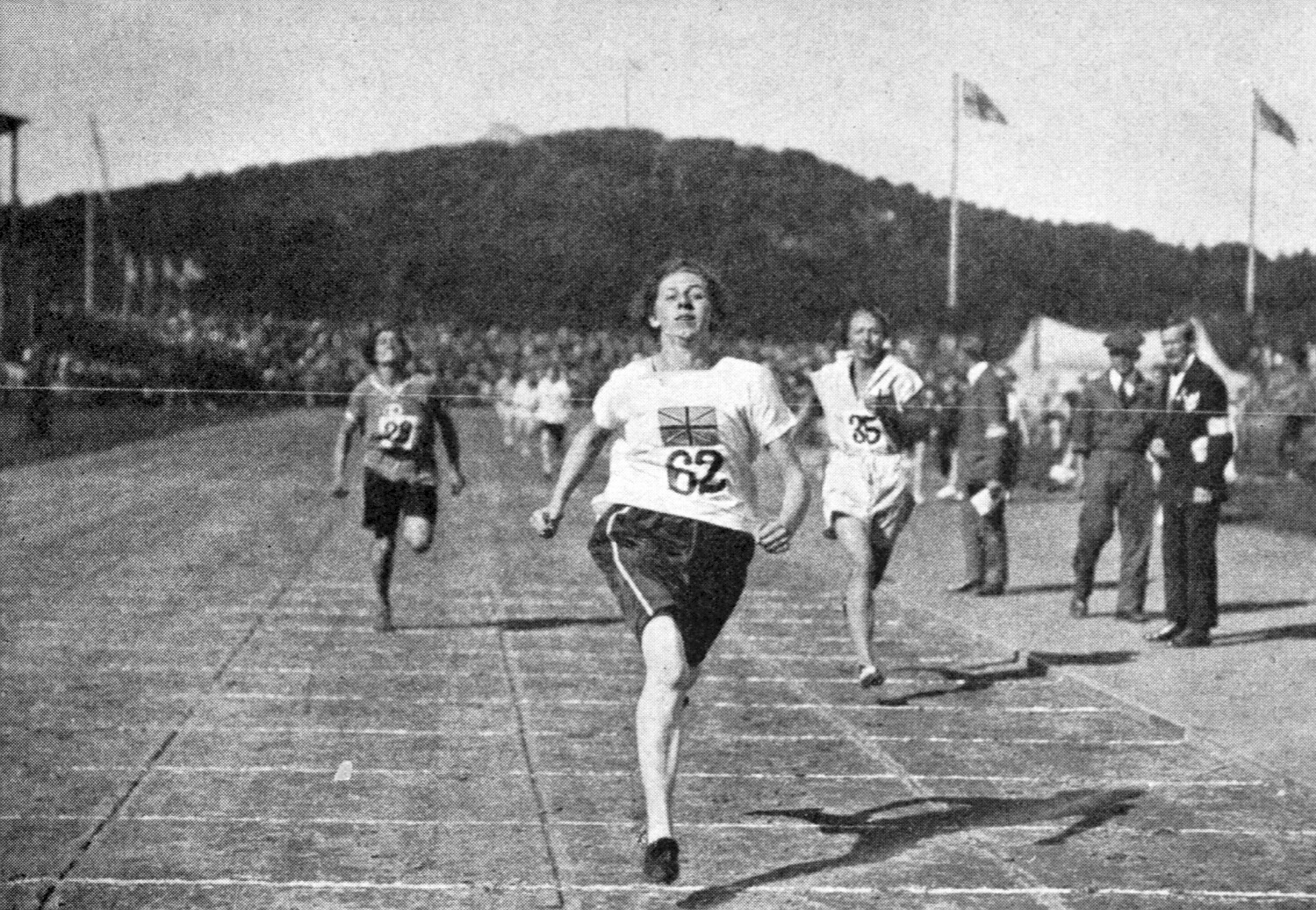
Edith Trickey 1926.

Edith Trickey (gift Littlefair), född 31 augusti 1903 i Storbritannien, död (uppgift saknas), var en brittisk friidrottare med kortdistanslöpning och medeldistanslöpning som huvudgren. Trickey blev guldmedaljör vid den andra ordinarie damolympiaden 1926 och var en pionjär inom damidrott.

## Biografi
Edith Trickey föddes 1903 i Storbritannien. När hon blev intresserad av friidrott började hon tävla i löpgrenar, bland annat i löpning 200 meter och 800 meter. Åren 1923–1927 var hon brittisk mästare i löpning 880 yards.
Hon tävlade även i gång. Den 8 augusti 1923 satte hon världsrekord i gång 880 yards vid tävlingar i Bromley. Den 28 juni 1924 förbättrade hon rekordet. Åren 1923, 1924 och 1936 var hon brittisk mästare i gång.
Den 4 augusti 1924 satte hon världsrekord i löpning 1000 meter vid Damolympiaden 1924 på Stamford Bridge i London, där hon slog Lucie Bréards två år gamla världsrekord. Vid samma tävling tog hon silvermedalj i gång 1000 meter efter Albertine Regel.
Den 11 juli 1925 satte hon även (inofficiellt) världsrekord i löpning 800 meter. Den 1 augusti samma år satte hon officiellt världsrekord.
Trickey deltog sedan i den andra damolympiaden 27–29 augusti 1926 i Göteborg. Under idrottsspelen vann hon guldmedalj i löpning 1000 meter.